# Thrigmopoeus truculentus
Thrigmopoeus truculentus är en spindelart som beskrevs av Pocock 1899. Thrigmopoeus truculentus ingår i släktet Thrigmopoeus och familjen fågelspindlar. IUCN kategoriserar arten globalt som nära hotad. Inga underarter finns listade i Catalogue of Life.